# Altopiano di Edwards
L'altopiano di Edwards è una regione del Texas centro-occidentale, confinante con la scarpata di Balcones a sud e ad est, con il Llano Uplift a nord e con il fiume Pecos a ovest..
Si tratta di una ecoregione definita dalla Protezione ambientale degli Stati Uniti e dal WWF come Edwards Plateau savanna. La dimensione dell'ecoregione, secondo il WWF, è di 61800 km².
Geologicamente è composto di roccia calcarea, e le altitudini sono mediamente comprese tra i 30 e i 1 000 metri sul livello del mare. La regione non è favorevole per l'agricoltura, ma si concentra sull'allevamento ovino.
Numerosi fiumi attraversano il pianoro e, in generale, rientrano nel bacino idrografico del golfo del Messico.